# Policy-Forschung
Policy-Forschung (auch Policy-Studies) ist eine Unterdisziplin der Politikwissenschaft, die die Analyse des Prozesses der Politikgestaltung (des politischen Prozesses) und der Inhalte der Politik (Politikfeldanalyse) sowie deren Auswirkungen oder Effektivität und Mittel umfasst. Die Politikanalyse umfasst inhaltliche Bereichsforschung (wie Gesundheits- oder Bildungspolitik), Programmbewertung und Wirkungsstudien sowie Politikgestaltung. Es „beinhaltet die systematische Untersuchung der Art, Ursachen und Auswirkungen alternativer öffentlicher Policy, mit besonderem Schwerpunkt auf der Bestimmung der Politik, mit denen vorgegebene Ziele erreicht werden.“ Sie entstand in den 1960er und 1970er Jahren in den Vereinigten Staaten.
Die Politikwissenschaft untersucht auch Konflikte und Konfliktlösungen, die sich aus der Politikgestaltung in der Zivilgesellschaft, im privaten Sektor oder häufiger im öffentlichen Sektor (z. B. der Regierung) ergeben.
Obwohl sich die Politikwissenschaft häufig auf den öffentlichen Sektor konzentriert, ist sie auch auf andere Organisationen (z. B. den gemeinnützigen Sektor) anwendbar. Einige Politikwissenschaftler haben Public Policy Abschlüsse. Alternativ können Experten über einen Hintergrund in Politikanalyse, Programmbewertung, Soziologie, Psychologie, Philosophie, Wirtschaft, Anthropologie, Geographie, Recht, Politikwissenschaft, Sozialarbeit, Umweltplanung und öffentlicher Verwaltung verfügen.
Traditionell konzentrierte sich das Feld der Politikwissenschaft auf die Innenpolitik, mit den nennenswerten Ausnahmen der Außenpolitik und der Verteidigungspolitik. Die Welle der wirtschaftlichen Globalisierung, die im späten 20. und frühen 21. Jahrhundert einsetzte, führte jedoch zu einem Bedarf an einem Teilbereich der Politikwissenschaft, der sich auf die Global Governance konzentriert, insbesondere im Hinblick auf Themen, die über nationale Grenzen hinausgehen, wie Klimawandel, Terrorismus, nukleare Aufrüstung und wirtschaftliche Entwicklung.
Policy-Forschung kann etwa zeigen, „wie sich politische Probleme entwickeln, wie Debatten um Probleme und Lösungen gestaltet werden und wie man eine Reihe von Methoden (z. B. analytische Instrumente, Managementkapazitäten, Konsultationsprozesse) gefunden werden können, die zur Entwicklung wirksamerer politischer Antworten beitragen könnten“.